# Longitarsus hissaricus
Longitarsus hissaricus is een keversoort uit de familie bladkevers (Chrysomelidae). De wetenschappelijke naam van de soort werd in 2000 gepubliceerd door Lopatin in Konstantinov & Lopatin.